# یواس‌اس وردن (دی‌دی-۲۸۸)
یواس‌اس وردن (دی‌دی-۲۸۸) (به انگلیسی: USS Worden (DD-288)) یک کشتی بود که طول آن ۳۱۴ فوت ۴ ۱⁄۲ اینچ (۹۵٫۸۲۲ متر) بود. این کشتی در سال ۱۹۱۹ ساخته شد.